# Digger (historieta)
Digger es un webcomic creado por la artista estadounidense Ursula Vernon en 2007. Comenzó a publicarse con periodicidad diaria el 1 de febrero de 2007, aunque más tarde se publicaría al ritmo de dos páginas por semana. La última página aparecería en la web el 17 de marzo de 2011. Más adelante, la editorial Sofawolf Press publicó la obra en seis volúmenes entre 2005 y 2011. Aunque podría decirse que se trata de una obra con final abierto, la autora dio a entender al final de los 759 paneles publicados en su web que consideraba cerradas las aventuras de Digger y que se pensaba dedicar a otros proyectos.

## Argumento
La historia narra las aventuras de Digger, una wombat que, desorientada por una bolsa de magia mientras cava un túnel, termina saliendo a la superficie en un templo dedicado al dios Ganesh, y pronto descubrirá que se encuentra muy lejos de su casa, y sin posibilidad de volver, al menos a corto plazo.
A lo largo de sus correrías por esta tierra extraña, Digger conocerá a varios personajes curiosos, a la vez que irá descubriendo que hay algo siniestro en ese aparentemente pacífico lugar.

## Premios
- 2004: Mejor cómic de The Webcomics Examiner.
- 2005: Web Cartoonists Choice Awards. Mejor dibujo en blanco y negro.
- 2006: Web Cartoonists Choice Awards. Mejor dibujo en blanco y negro, Mejor cómic antropomórfico.
- 2009: Webcomic List Awards. Mejor personaje (Digger).
- 2012: Premio Hugo a la mejor historia gráfica.

## Enlaces
- Comienzo de Digger"

- Datos: Q5807008